# 盖伊·福克斯之夜

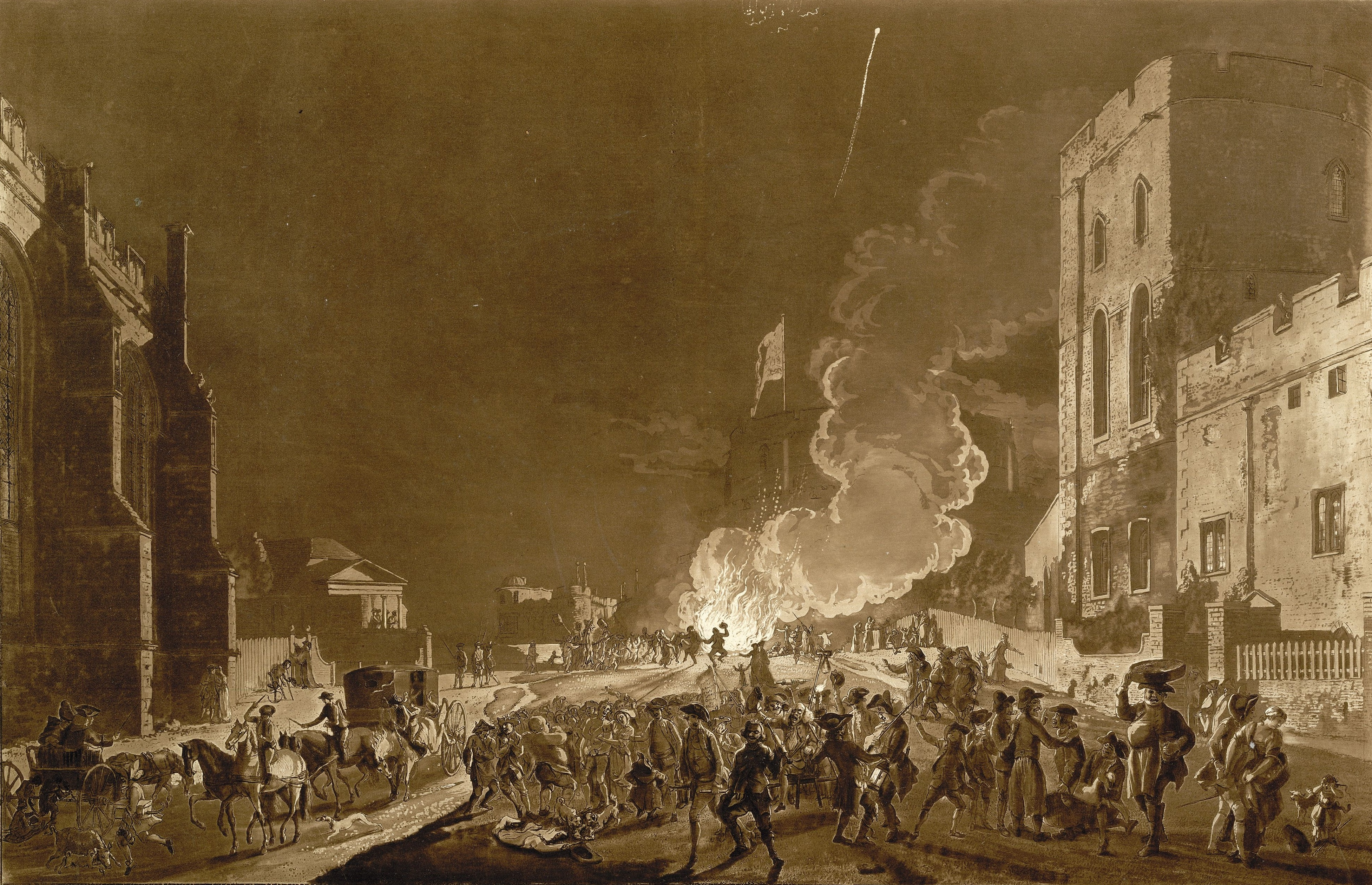
溫莎城堡的慶祝活動，由保羅·桑德比於1776年創作

佳·霍士之夜（英語：Guy Fawkes Night），又稱佳·霍士日、篝火之夜、煙火之夜，是每年11月5日主要在大不列顛島舉行的紀念活動，按照傳統習俗人們會搭建篝火、燃放煙火、焚燒假人。節慶淵源可追溯至1605年11月5日，當時盖伊·福克斯與一群志同道合的天主教教友打算引爆存放在上議院地下室的炸藥，從而暗殺信奉新教的國王詹姆士六世及一世，擁立另一信仰天主教的國家元首，但這個被後世稱為「火药阴谋」的事件隨著霍士被捕而敗露。民眾在倫敦周圍點燃篝火，慶祝國王生還。數月後，議會通過11月5日法案，規定每年設立公眾感恩節，以紀念和慶祝陰謀失敗。
幾十年間，火藥叛國日（英語：Gunpowder Treason Day）便成為英國主要的國家紀念活動。由於它帶有強烈的新教色彩，因此也成為反天主教情緒的焦點。清教徒在節慶當日佈道宣揚教皇制的危險，民眾則在日益喧鬧的慶祝活動中焚燒教皇等仇恨人物的假人。到18世紀末，有報導稱兒童拿著佳·霍士的假人向路人乞討，11月5日逐漸被稱為佳·霍士日。19世紀英國階級衝突日趨暴力，但劉易斯和吉爾福德等城鎮仍在和平地弘揚傳統。1850年代，當時大部分反天主教言論有所緩和，焚燒教宗假人的場面逐漸式微，11月5日法案也於1859年被廢除。到了20世紀，佳·霍士日已成為令民眾得以享樂的的社會紀念活動，但在很大程度上已失去了當初的目的。現今佳·霍士之夜通常由不同組織籌辦，參與民眾須遵守活動規則。
隨着大英帝國在海外拓展版圖，這個節日也被輸出至世界各處，包括澳洲、新西蘭、加拿大以及加勒比海地區等昔日殖民地。其中，新西蘭、加拿大、南非仍然保留着一定程度的慶祝活動，加勒比海地區只有部分國家仍會慶祝。至於美國，有記錄指17世紀當地已有慶祝活動，但隨著美國革命的爆發，相關活動逐漸消失，最後甚至被萬聖節所取代。

## 在英國的起源和歷史

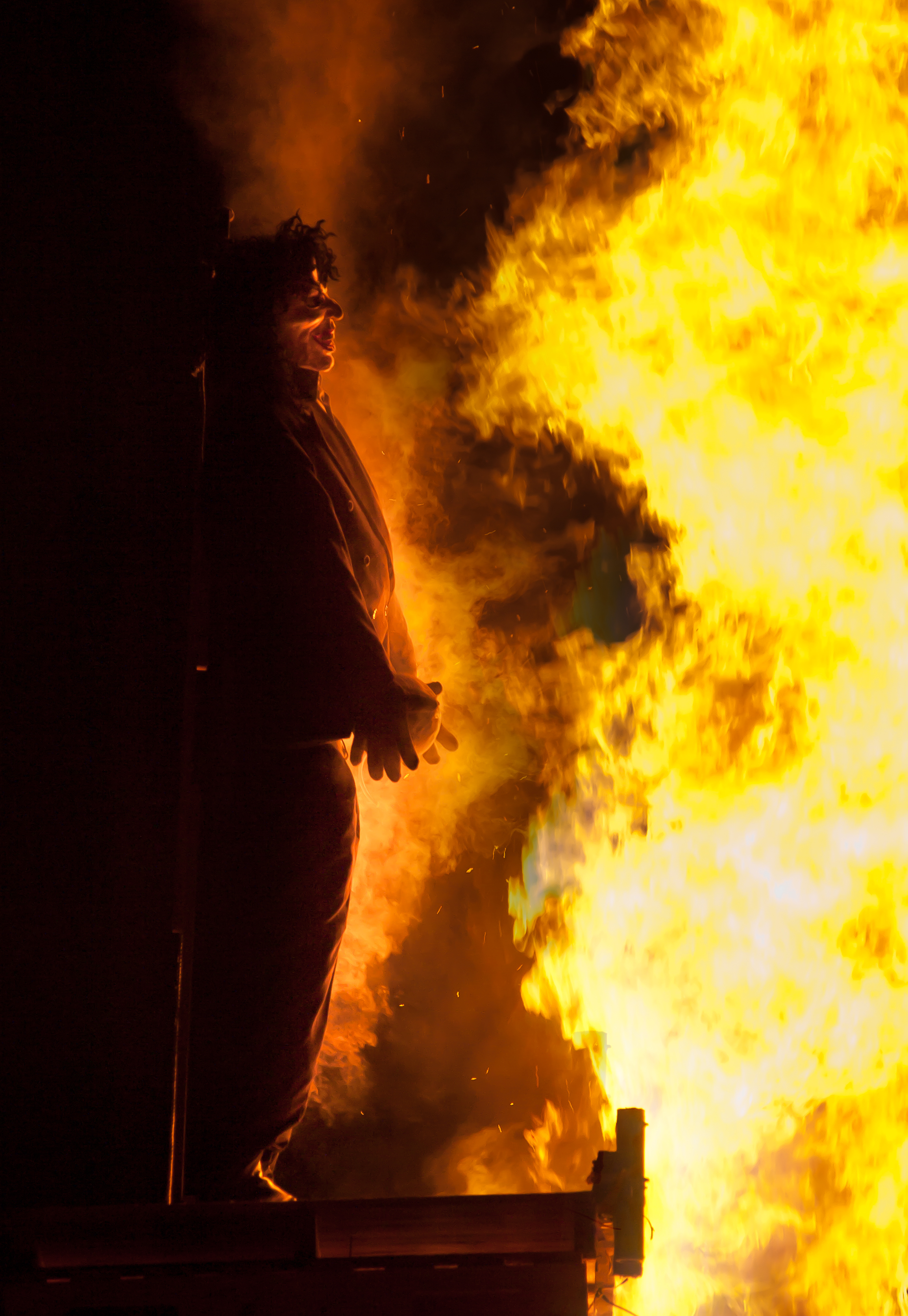
2010年11月5日，佳·霍士的假人在比勒里基的活動中被焚燒

佳·霍士之夜起源於1605年的火药阴谋，當時一群英格蘭天主教極端分子計劃暗殺信奉新教的國王詹姆士六世及一世，並擁立另一信仰天主教的國家元首，但最終陰謀敗露。11月5日，盖伊·福克斯因看守放置在上議院地下室的大量炸藥而被捕；隨後，詹姆士議會允許公眾用篝火慶祝國王生還，前提是「沒有任何危險或混亂」。這令1605年成為慶祝陰謀失敗的第一年。
翌年1月，即餘下合謀者被處決前幾日，議會在詹姆斯一世的提議下通過11月5日法案，即坊間所說的「感恩節法案」。法案由清教徒議員愛德華·蒙塔古提出，他認為國王顯然是在上帝的干預下獲救，因此應該得到某種程度的官方認可，並將11月5日定為感恩節，但理論上規定必須到教堂做禮拜。英格蘭教會也在《公禱書》中新增禮拜儀式，供當日使用。人們對早期慶祝活動所知甚少。在卡萊爾、諾里奇、诺丁汉等市鎮，鎮政府會提供音樂和禮炮。1607年11月5日，坎特伯雷在當日以48（106磅）火藥和6.4（14磅）火绳慶祝，三年後更設酒會招呼當地政要，還有音樂、爆炸、當地民兵巡遊。另外，記錄顯示民眾在新教據點多切斯特舉行佈道，敲響教堂的大鐘，並點燃篝火和煙火，但公眾首次紀念這一時刻的情況卻無從得知。

### 早期意義
歷史學家兼作家安東尼婭·費沙指出，早期佈道研究表明當時反天主教的集中度是「神秘且狂熱」。1612年，《羅馬地圖》（A Mappe of Rome）刊載了五篇有關11月5日的佈道，神父托馬斯·泰勒在其中一篇提及「教皇制奉信者普遍殘忍」，又稱這種殘忍「幾乎永無止境」。這些信息也在印刷作品中傳揚，例如弗朗西斯·赫林（Francis Herring）的《教皇的虔誠》（Popish Piety）以及約翰·羅德（John Rhode）的《針對國王和國家的叛國罪概述》（A Brief Summe of the Treason intended against the King & State），其中後者試圖教導「愚昧無知的人......使他們不再受教皇派的誘惑」。到了1620年代，全國各地的集鎮和村莊都在這日慶祝，但直至多年之後才普及至英格蘭各地。當時火藥叛國日（Gunpowder Treason Day）成為英國主要的國家紀念活動，一些教區將這日定為節日，舉行公開飲酒和莊嚴遊行活動。新教神職人員認識到了這日的意義，但他們對詹姆斯的親西班牙外交政策、國際新教以及天主教的衰落感到擔憂，因此他們呼籲在每年11月5日舉行更加莊重和深刻的感恩活動。
1625年，詹姆斯的兒子（即後來的查理一世）與天主教徒法兰西的亨利埃塔·玛丽亚結婚，英國新教徒在火藥陰謀發生後所產生的團結便逐漸消失。清教徒發佈了新的祈禱文以回應這樁婚事，警告人們不要叛亂和信奉天主教。同年11月5日，人們焚燒教皇和魔鬼的假人，有關這種做法的最早報導由此出現，也是數百年傳統的開端。在查理統治期間，火藥叛國日變得越來越有黨派色彩。1629年至1640年間，查理一世在沒有議會的情況下統治全國，他也似乎支持阿民念主義，因而被亨利·伯頓等清教徒認為是靠近天主教的一步。到了1636年，在阿民念派的坎特伯雷大主教威廉·劳德的領導下，英國教會試圖利用11月5日譴責所有煽動行為，而不僅僅是教皇制。清教徒開始採取守勢，部分人要求進一步改革教會。

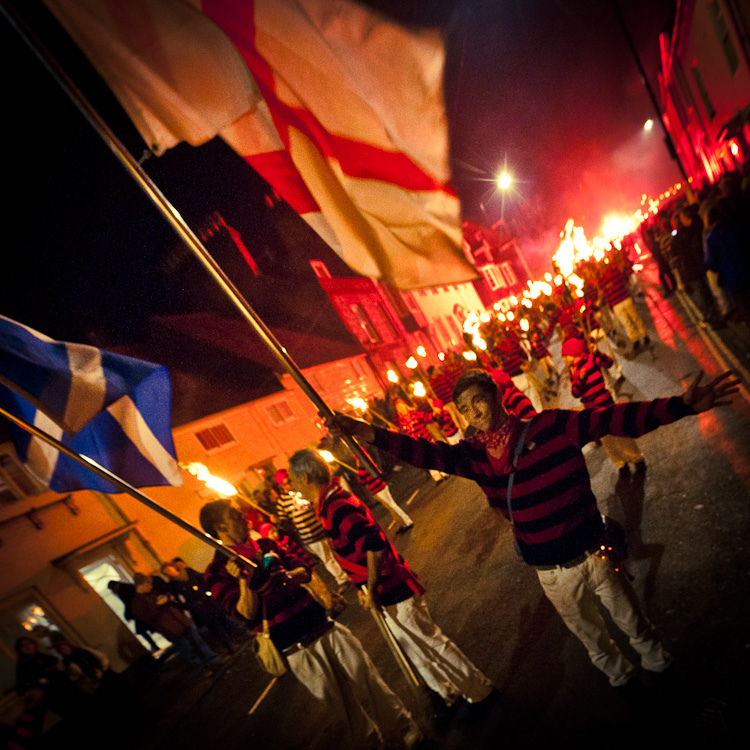
劉易斯的狂歡者，攝於2010年11月5日

有時被稱為篝火之夜（Bonfire Night）的火藥叛國日在克倫威爾空位期煥發出新的熱情。儘管騎士黨對他們的解釋提出異議，但圓顱黨開始發現或擔心新的天主教陰謀。1644年11月5日，神學家查爾斯·赫爾在下議院佈道，期間聲稱教皇派「正從牛津、羅馬、地獄挖地道到西敏，甚至在那裡炸毀你們的房屋、自由、特權」。1647年，林肯律師學院廣場舉辦了一場展覽，旨在紀念「上帝的大慈大悲，將這個王國從教皇的地獄陰謀中解救出來」，展品包括在水中燃燒的火球（象徵著天主教與「地獄之靈」的聯繫），以及設有許多火箭的火箱，暗示「教皇的靈魂從下面降臨」以策劃反對國王的陰謀。現場還有霍士和教皇的雕像，後者由罗马神话中的冥王普路托代表。
1649年查理一世被處決後，新的共和政權仍未決定如何對待11月5日。與宗教節日和國家紀念日的舊制度不同，11月5日得以保留，但改為議會政府和新教的慶祝活動，與君主制脫離關係。當時，人們仍會燃起篝火和微型爆炸物；直至斯图亚特王朝复辟、查理二世登基後，正式的慶祝活動才得以恢復。朝臣、高教會派、托利主义者遵循官方說法，認為這一事件標誌著上帝保護英國王位，但總體來說慶祝活動變得更為多樣。1670年，倫敦的學徒們把此日變成篝火節，不僅抨擊教皇，還攻擊「清醒和良好秩序」，向馬車乘客索要酒錢和篝火錢。1673年，當查理二世的弟弟約克公爵皈依天主教後，人們開始焚燒其假人，但此行為很大程度上已變得與詹姆斯一世時期不同。作為回應，學徒在千人遊行隊伍的陪伴下，焚燒了象徵巴比伦大淫妇的假人，上面還裝飾著一系列教皇標誌。類似的場景在接下來幾年不斷發生。1677年11月17日，在反天主教的狂熱下，民眾在紀念伊丽莎白一世即位日時焚燒了巨大的教皇假人；植物學家查爾斯·哈頓在致函兄弟時寫道：「兩個魔鬼的雕像在他（教皇）耳邊低語。他的肚子裡充斥著活貓，牠們一感受到高溫就會發出可怕的叫聲。一直以來，流行的說法認為此是教皇和魔鬼對話時所用的語言。」1681年排斥危机達到頂峰，托利主義者甚至騎劫這日來達成自己的目的。1682年11月5日，民眾在街道上漫步，攻擊托利主義者和其支持者的房屋，迫使倫敦民兵採取行動，最終當局在次年發布了禁止篝火和煙火的公告，以防止此類事件再次發生。
詹姆斯二世時期（於1685年即位）繼續禁止在11月5日燃放煙火爆竹。不過，政府在試圖淡化火藥叛國日慶祝活動一事上白費努力，部分人會在窗戶放置蠟燭來應對倫敦的篝火禁令，並「作為反對天主教的見證」。1688年，奧蘭治親王威廉廢黜詹姆斯二世（更重要的是前者於11月5日登陸英格蘭），因此此日的活動也變成了慶祝自由和宗教，並帶有反詹姆斯主义的元素。雖然早期的篝火禁令是出於政治動機，但煙火禁令則是源於安全考慮，因為「許多惡作劇都是由小爆竹引起」。

### 佳·霍士之夜

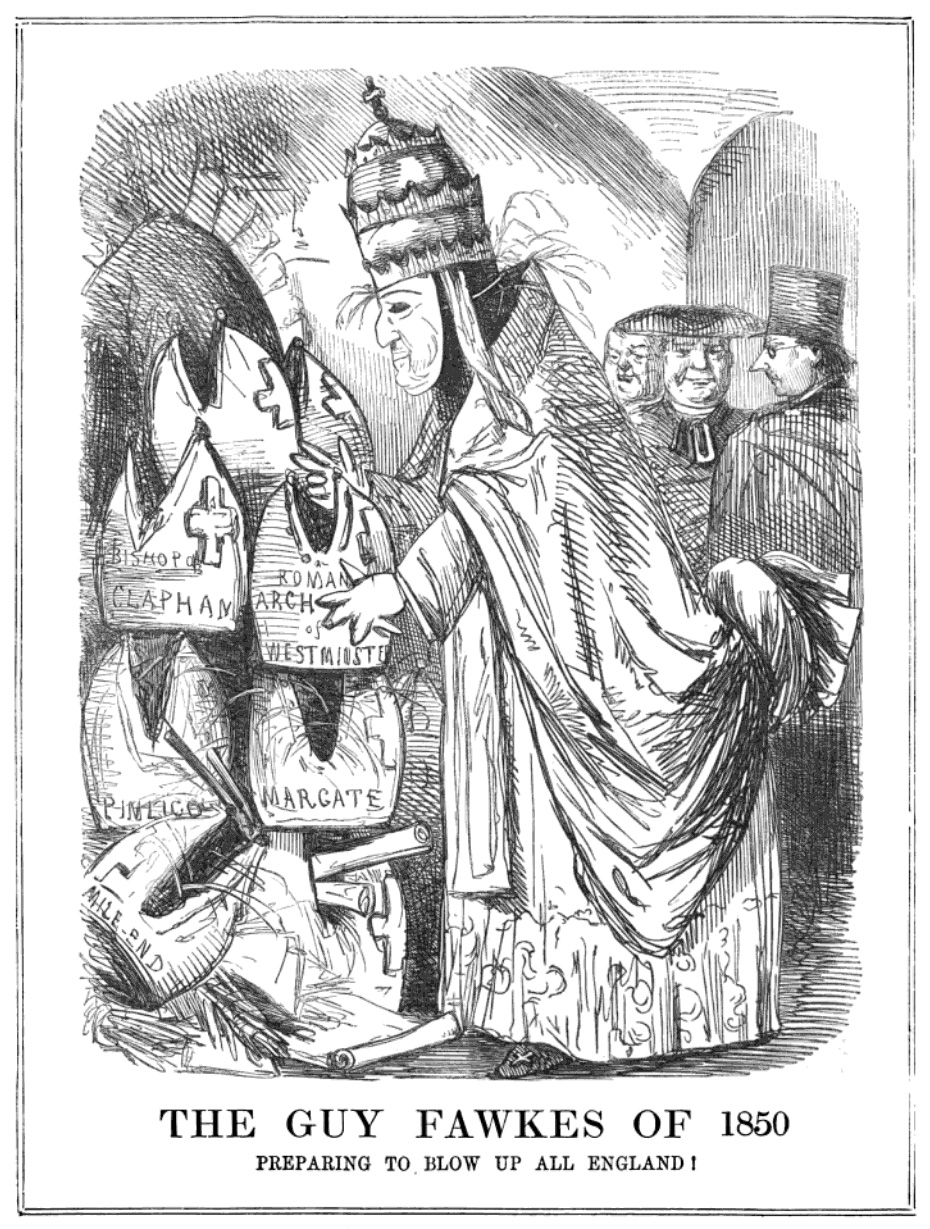
1850年11月雜誌《笨趣 (雜誌)》刊登的諷刺漫畫，當時教皇宣佈重建英格蘭羅馬天主教教區等級制度，引起英國民眾強烈反彈

威廉三世的生日是11月4日，因此對正統輝格黨人而言，這兩日就成了重要的雙紀念日。接掌皇位後威廉下令修改11月5日的感恩節儀式，以感謝他的「幸運到來」和「解救教會和國家」。1690年代，威廉在愛爾蘭重建了新教統治；當地在11月5日偶爾會舉行教堂敲鐘和民眾聚餐活動，反令他生日紀念活動黯然失色。從19世紀開始，11月5日的慶祝活動就變得具有教派性質。北愛爾蘭民眾的慶祝活動備受爭議，而蘇格蘭民眾則繼續在各個城市點燃篝火。在英格蘭，11月5日雖然是法定假日，但對於統治階級來說，海軍上將愛德華·弗農生日等事件更為重要。在佐治二世和喬治三世治下，除了1745年詹姆斯黨叛亂之外，這日在很大程度上只是「一種禮貌的娛樂活動，而非刻薄的感恩場合」。不過，對於下層階級來說，這日卻成了一個以混亂對抗秩序的機會，是暴力和無節制狂歡的藉口。1790年，《泰晤士报》報導有兒童「為佳·霍士乞討錢財」。1802年11月4日，《泰晤士报》稱「一群遊手好閒的傢伙......帶著一些打扮成佳·霍士的可怕人物」因乞討和收受錢財而被定罪，最後這群「遊手好閒和不守規矩的人」更被關進監獄。歷史學家大衛·克雷西宣稱11月5日成為了「具有多重意義的場合，充滿多元交叉引用，對所有人來說意味著一切」。
每逢11月5日下層階級便會在各地引發騷亂。根據報導，東薩塞克斯郡劉易斯在每年11月5日都會發生騷亂，「有頭有臉的房主」會受到恐嚇，點燃的柏油桶在街上隨處滾動。在薩里郡吉爾福德，一群自稱為「傢伙」的狂歡者會恐嚇當地居民，旨在解決以前的爭論和製造混亂，而非追憶歷史。德文郡埃克塞特這個原本是舉行傳統慶祝活動的地方也有類似事件發生。1831年，新任埃克塞特主教亨利·菲爾波茨的假人被焚，只因他是反對議會改革的高教會派聖公宗和高度保守黨成員，還被懷疑參與「悄然發展的教皇制」。1843年當地推行禁止燃放煙火的法令，但民眾視若無睹，當局試圖鎮壓慶祝活動，卻促使民眾暴力抗議和數名警察受傷。
19世紀，《泰晤士報》多番報導這一傳統正在衰落，稱「（它）近年來幾乎被遺忘」；不過克雷西認為，這類報導反映「维多利亚时代的其他趨勢」，例如是新教徒的宗教熱情下降，而非普遍遵守奉行傳統習俗。1800年大不列顛王國和愛爾蘭王國合併而誘發的內亂促使議會通過1829年羅馬天主教救濟法，賦予天主教徒更大的公民權利，繼續兩個王國的天主教解放進程。自18世紀初以來，英國譴責天主教的傳統一直衰落，不少人（包括维多利亚女王）都認為這種做法已經過時。但是，教皇庇護九世在1850年發表詔書，重建英格蘭的羅馬天主教教區等級制度。此舉令11月5日重新具有重要意義，而新任天主教西敏總主教尼古拉斯·懷斯曼和教皇的假人被焚毀更加佐證了此點。當時在法靈頓市場，14個假人從河岸街經西敏橋運至薩瑟克，同時民眾也在倫敦郊區舉行示威活動。在埃克塞特，當地人舉著12位新任英國天主教主教的假人遊行，基本上每逢11月5日當地便會出現騷亂。然而，這樣的場面逐漸變得不再流行。英格蘭教會提議廢除載於《公禱書》內有關11月5日的感恩祈禱，由於在議會中幾乎沒有遇到太大阻力，最終遭廢除。1859年3月，議會通過週年紀念日法案，用以廢除11月5日法案。
隨著當局處理了至為嚴重的過激行為，公共秩序得以逐漸恢復。煙火爆竹的銷售受到限制，僑福的「傢伙」團伙也在1865年遭取締，但期間造成一名警察殉職。雅息特的暴力事件持續了數年，並在1867年達到頂峰；當時人們不滿食品價格大幅上漲，當地政府又禁止點燃傳統的篝火，最終促使暴民生事，不過他們在一夜之間兩度被武裝步兵從大教堂廣場附近趕走。1879年當地再次發生騷亂，但在1894年後，當地民眾再沒有在大教堂附近點燃篝火。而在英國其他地方，零星的擾亂公共秩序事件一直持續到20世紀末，同時還伴隨大量與煙火相關的事故；但在《煙火法規》的頒佈和公共安全的改善下，此類事件在大多數情況下得到制止。

### 歌曲、人物、後來發展
值得注意的是，維多利亞時代佳·霍士之夜的紀念從社區中心轉移到邊緣。為篝火收集木材漸漸成為工人階級孩子的職責，他們往往會借助歌曲來向富裕的鄰居募集可燃物、金錢、食物、飲料。大多數歌曲的開頭都是人們熟悉的「記住，記住，11月5日，火藥叛國和陰謀」（Remember, remember, the fifth of November, Gunpowder Treason and Plot）。以下分別是1742年最早有記錄的詩，以及一首在1903年查爾頓奧特穆爾記錄、與大多數佳·霍士之夜小詩相似的詩：
1742年的詩

Don't you Remember,

（你還記得嗎）

The Fifth of November,

（11月5日）

'Twas Gunpowder Treason Day,

（那是火藥叛國日）

I let off my gun,

（我放下了槍）

And made'em all run.

（讓他們都跑了）

And Stole all their Bonfire away.

（並偷走了他們所有的篝火）
1903年的詩

The fifth of November, since I can remember,

（從我記事起，每年11月5日）

Was Guy Faux, Poke him in the eye,

（是蓋假貨，戳他的眼睛）

Shove him up the chimney-pot, and there let him die.

（把他塞進煙囪，讓他死在那裡）

A stick and a stake, for King George's sake,

（看在喬治國王的份上，給我一根棍子和木樁）

If you don't give me one, I'll take two,

（如果你不給，我就要兩根）

The better for me, and the worse for you,

（對我來說越好，對你來說越壞）

Ricket-a-racket your hedges shall go.

（籬笆就會被敲得砰砰響）

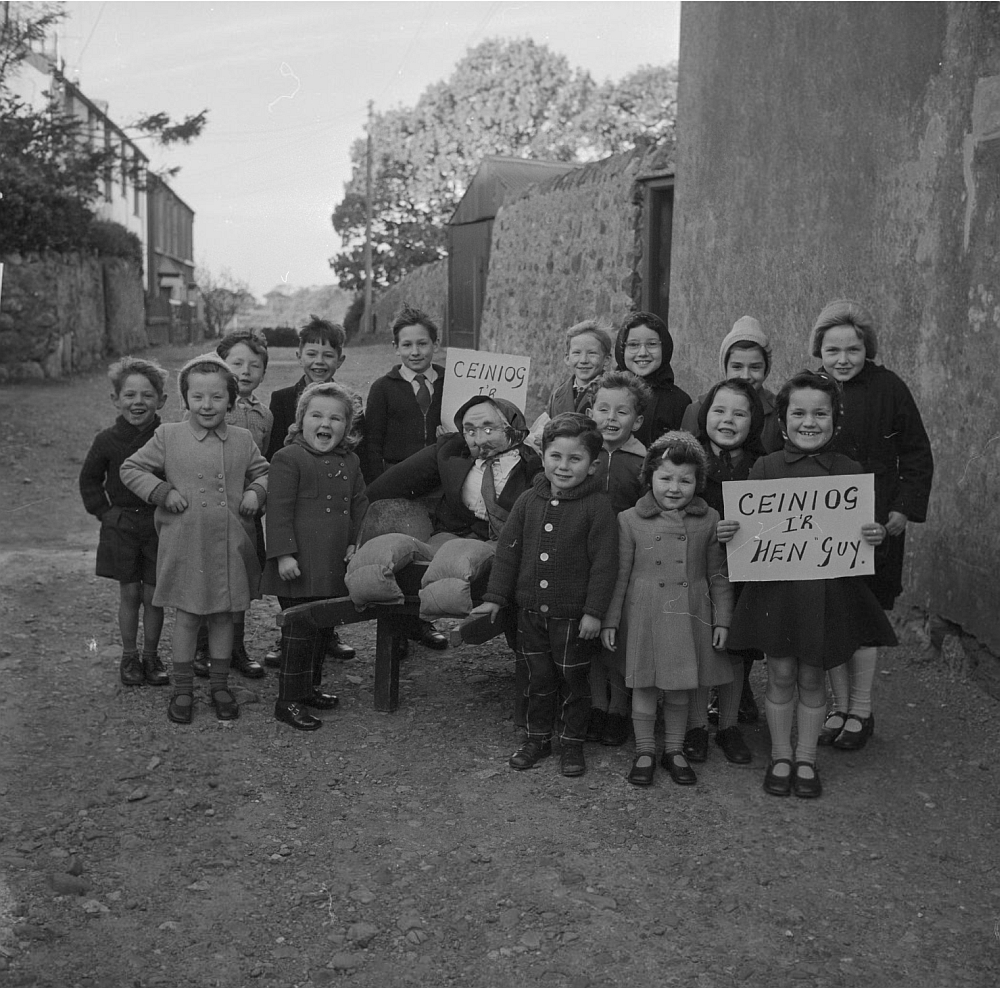
1962年11月，加拿分一群孩子站在佳·霍士的假人面前，標牌以威爾士語寫著「給盖伊的錢」

有組織的娛樂活動在19世紀末開始流行，而在20世紀，煙火製造商更將佳·霍士日更名為煙花之夜。第一次世界大战期間，煙火的銷售量有所下降，但在隨後的和平時期又回復昔日水平。第二次世界大战期間慶祝活動再次暫停，並於1945年11月恢復。對於許多家庭來說，佳·霍士之夜成為了他們的慶祝活動，孩子們經常會帶著自製的佳·霍士假人在街角聚集。這類假人有時身穿華服，有時只是一捆幾乎無法辨認的破布，裡面塞滿了任何合適的填充物。民俗學教授歐文·貝克（Ervin Beck）於1984年發表研究，指在1981年的調查發現，約有23%的谢菲尔德學童製作了蓋假人，部分人更是早在活動前幾週便已開始動手。收集金錢是他們製作假人的普遍原因之一，他們會帶著假人挨家挨戶地索取錢財，或在街角展示。但更重要的是，他們是為了把假人放在篝火上而製作，而篝火本身有時包含從其他柴堆偷來的木材；貝克稱這是個「可以接受的慣例」，有助於加強同月的另一個傳統——惡作劇之夜。20世紀中期，不少敵對幫派會相互競爭，務求造出最大的篝火，甚至為此不擇手段，焚燒對手收集的木材。1954年，《約克郡郵報》報導了9月底發生的火災，迫使當局出於安全考慮移除潛在的木材堆。歷史學家詹姆斯·沙普（James Sharpe）在其著作宣稱，近年有關向路人索討「給蓋的錢」（A penny for the Guy）的習俗幾乎完全消失。相比之下，部分古老傳統仍然存在。在德文郡奧特里聖瑪麗，民眾會拿著燃燒的柏油桶在街道上奔跑。而自1679年起，劉易斯一直是英格蘭最奢華的11月5日慶祝活動——劉易斯篝火晚會——的舉辦地。
來到現代，11月5日慶祝活動通常由當地慈善機構和其他組織舉辦，民眾須付費入場並遵守活動規則。1998年，《天主教先驅報》刊出社論，呼籲終結「篝火之夜」，並將其稱為「冒犯行為」。作家馬丁·凱特爾2003年在《衛報》撰文，哀嘆當局對煙火採取的「有點保姆式」態度，認為它阻礙了人們在自家後花園舉行煙火表演，又指政府對佳·霍士之夜曾經如此突出的反天主教情緒的「過度敏感」，甚至助長負罪感。克雷西則對現代慶祝活動作出總結：「煙火飛得更高，燃燒得更絢麗，但它們與11月5日的記憶關聯越來越少......也許有人會說，佳·霍士之日終於衰落了，因為它失去了與政治和宗教的聯繫。但這種說法我們已經聽過很多次了。」
2012年，BBC刊登題為《萬聖節是否讓篝火之夜黯然失色？》（Has Halloween now dampened Bonfire Night?）的文章，作者湯姆·德·卡斯特拉（Tom de Castella）總結道：
這可能不是篝火之夜的衰落，而是優先事項的轉變……篝火儀式出現了新趨勢。事實證明，佳·霍士面具很受歡迎，一些獨特的社區更在篝火之夜用名人甚至政客的假人代替原本的佳·霍士。現時重點已經轉移，雖然上面放有佳·霍士假人的篝火——實際上是火藥陰謀的整個故事——已經被邊緣化，但奇觀依然存在。

### 與其他習俗的相似之處

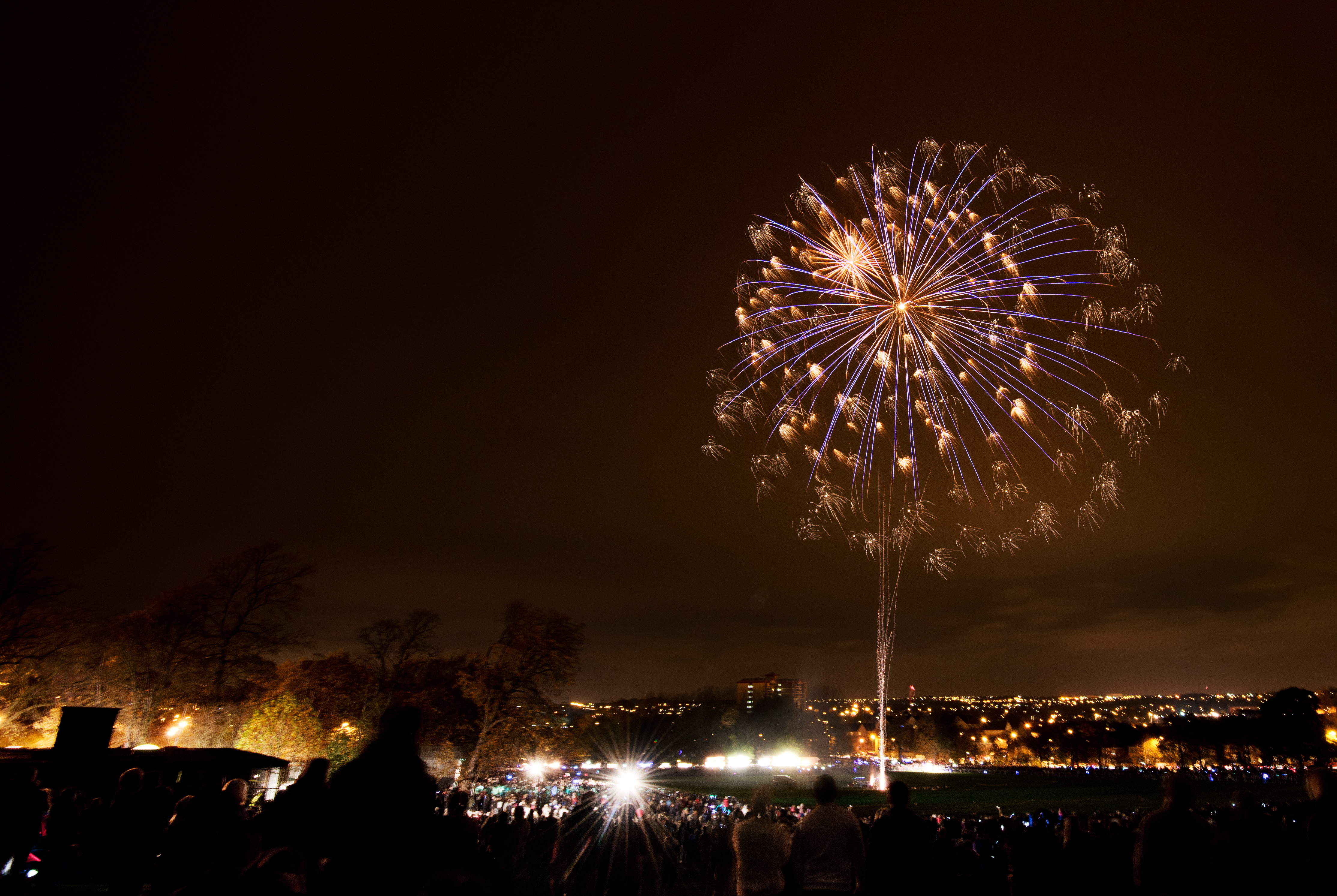
2014年11月，民眾觀看煙火表演

歷史學家經常認為佳·霍士日是新教對古凯尔特人夏末节的替代，教會吸收了這些異教活動，並將其轉化為萬聖夜和諸靈節。蘇格蘭人類學家詹姆斯·弗雷澤在著作《金枝：巫術與宗教之研究》中指出，佳·霍士日是「古老習俗以現代形式再現」的典範。歷史學家大衛·安德當在1987年著作《狂歡、騷亂、叛亂》（Revel, Riot, and Rebellion）中將火藥叛國日視為萬聖節的替代節日：「正如早期教會接管了許多異教節日一樣，新教徒也透過適應古老形式或提供替代品來獲得獨屬於自己的宗教儀式。」雖然使用篝火來紀念這一節日很可能是借鑒了古代點燃篝火慶祝的習俗，但克雷西認為1605年11月5日的紀念活動並非出於慶祝占士一世生還的想法實屬「無稽之談」。歷史學家羅納德·赫頓在引用克雷西的研究成果時也同意他的結論，宣稱：「簡而言之，北威爾斯、曼島、蘇格蘭中部的萬聖節篝火與11月5日在英格蘭出現的篝火沒有任何聯繫。」在北愛爾蘭，部分社區會慶祝佳·霍士之夜，也有部分慶祝萬聖節，兩者之間的分別不太明確。儘管存在分歧，歷史學家大卫·康纳汀在2005年時仍評論了20世紀晚期美國萬聖節慶祝活動對英國文化的侵蝕及其對佳·霍士之夜的影響：
如今，家庭篝火聚會已大不如前，許多大型民間慶祝活動也因為日益嚴格的健康和安全法規而不再舉辦。但是，11月5日也被一個在我成長過程中幾乎不存在的流行節日所取代，那便是萬聖節……英國不再是我年輕時的新教國家了，它現在是個多信仰社會。而且，美國化的萬聖節正在席捲眼前一切，它生動地提醒人們，美國文化和美國消費主義在大西洋彼岸是多麼強大。
在北愛爾蘭，阿爾斯特新教徒會在第十一夜（7月11日）點燃篝火。民俗學家傑克·桑蒂諾指出，第十一夜「在主題上與佳·霍士之夜相似，兩者都是為了慶祝新教國家的建立和維護」。
另一項涉及煙火的慶祝活動是為期五天的印度教排燈節（通常在10月中旬至11月期間舉行）。這促使《獨立報》評論了兩者的相似之處，記者凱文·羅林森（Kevin Rawlinson）更揚言想知道「哪個節日的煙火會燃燒得最亮」。不過，宗教專家埃莉諾·內斯（Eleanor Nesbitt）指出，在外行人看來兩個節日十分相似，但其實它們有很大分別，例如排燈節不會有假人，以及其宗教色彩濃厚等。

## 在其他國家

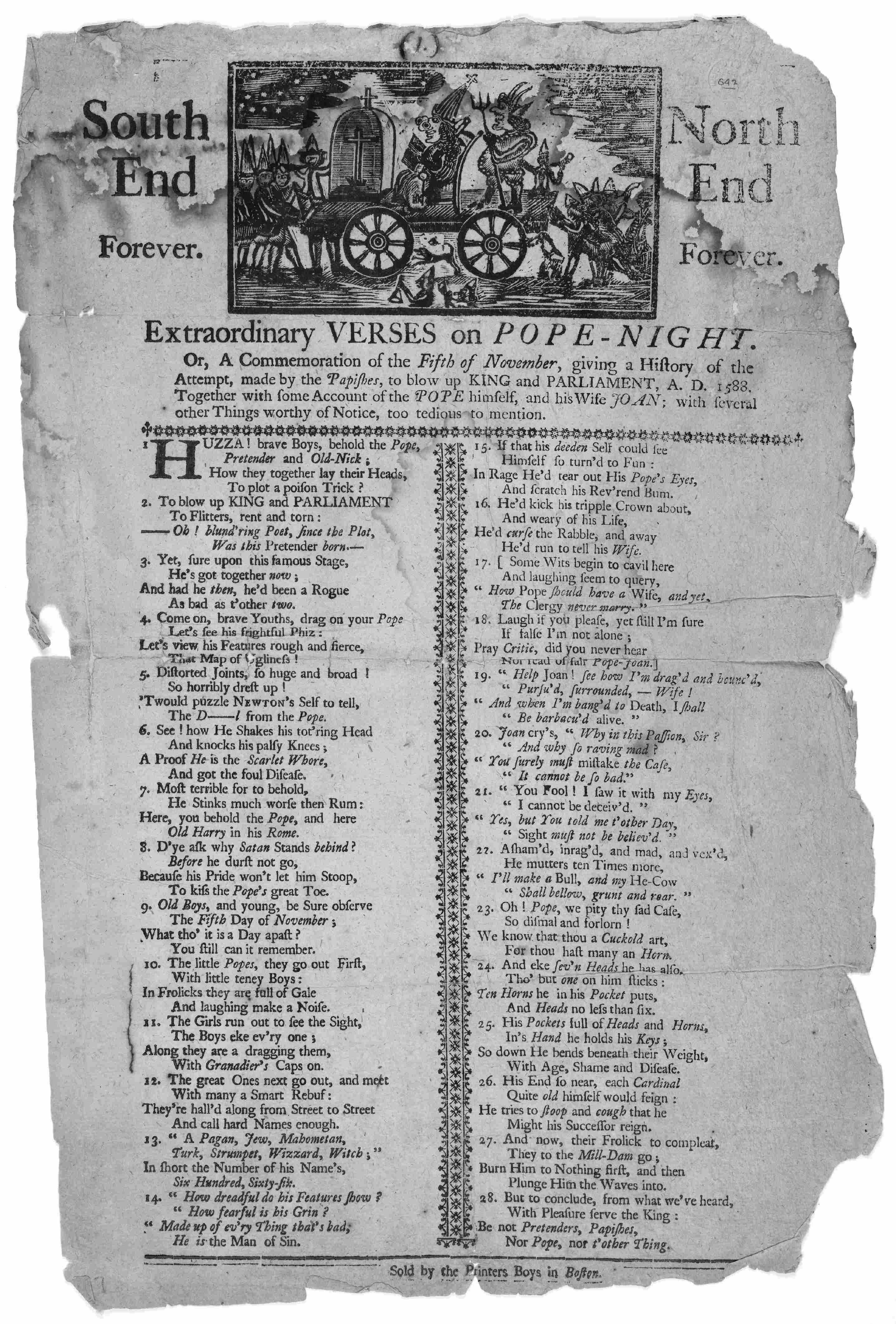
1768年，北美殖民地紀念11月5日

隨著英國人在海外殖民，火藥叛國日也被輸出至世界各處的殖民地，包括澳洲、新西蘭、加拿大等英联邦成員國，以及加勒比海多國。1805年，澳洲悉尼至少發生過一次遊行及焚燒佳·霍士假人的事件。而在1833年，即珀斯成立四年後，當地政府更將火藥叛國日列為公眾假期。到了1970年代，佳·霍士之夜已變得不再常見，活動演變為燃放煙火的場合，與佳·霍士再沒有什麼聯繫。大多數情況下，澳洲人會在每年的「餅乾之夜」燃點煙火甚至篝火。有些州分會在其他日子燃放煙火，也有部分會在11月5日燃放，不過最常見的是在女王生日當日燃放。在發生一系列涉及煙火的兒童受傷事件後，除澳大利亚首都领地外，所有州分都禁止煙花銷售和舉辦煙花之夜；而到了1980年代初，澳洲首都領地也宣佈結束煙花之夜。
新西蘭、加拿大、南非仍然保留著一定程度的慶祝活動。在南非開普敦開普平原，佳·霍士日已與青少年騷亂掛勾，他們會拿著油漆、棍棒到處亂跑，向公共汽車投擲石塊，以及恐嚇他人。在21世紀的加拿大，11月5日篝火之夜慶祝活動僅限於紐芬蘭與拉布拉多省。至於加勒比海地區，圣文森特和格林纳丁斯和聖克里斯多福及尼維斯仍然會慶祝這日，但安提瓜和巴布达在1990年代推行的煙火禁令降低了民眾的參與意慾。
在北美，這項紀念活動起初未有得到太大關注；不過沙普指出在1662年11月5日有兩名男孩在波士顿因點燃篝火而被捕，這表明當地「存在紀念11月5日的地下傳統」。在北美部分地區，這日被稱為「教皇之夜」，主要在新英格蘭殖民地慶祝，但南至查爾斯頓也有慶祝活動。清教徒移民在1630年建立波士頓，並於1685年（即詹姆斯二世登基同年）舉辦早期慶祝活動。18世紀早期，慶祝活動變得常見，不過時有意外發生。喧鬧的慶祝活動引起上層階級極大不滿；雖然當局通過法案禁止三人以上攜帶任何種類的武器或偽裝巫師或塗臉出席集會，但最終因資源不足而無力執行。1740年代，幫派暴力變得普遍，波士頓居民成群結隊地為爭奪焚燒教皇假人的榮譽而展開鬥爭。但到了1760年代中期，隨著北美殖民地走向革命，這些騷亂已經平息，教皇日期間的階級鬥爭則讓位於反英情緒。作家阿爾弗雷德·楊認為，教皇日為1764年至1765年抵制《印花法令》提供了「基礎、象徵意義、領導力」，令美國人放棄之前的幫派爭鬥，轉而團結起來抵制英國。
1774年魁北克法令的通過保障了法裔加拿大人在魁北克省自由信奉天主教，卻引來部分美國人不滿，稱英國正在引入「天主教原則和法國法律」。歐洲教會反對美國獨立加劇了這種擔憂，認為會威脅到教皇日的復興。乔治·华盛顿在1775年發表評論，稱自己對任何此類復興活動的想法都不以為然，並禁止他麾下任何人參與：
當總司令得悉有人打算遵守焚燒教皇假人這一可笑而幼稚的習俗時，他不禁驚訝表示軍隊中竟然有如此缺乏常識的軍官和士兵，他們竟然不知道在這個節骨眼採取這樣的行動是不恰當的。在我們尋求並獲得了加拿大人民友誼和聯盟的時候，我們應該將他們視為同舟共濟的兄弟……此情此景侮辱他們的宗教是極醜惡，是不能容忍或原諒。事實上，我們有責任公開感謝我們的這群兄弟，而不是給予最遙遠的侮辱……
這項傳統在塞勒姆一直持續到1817年，樸茨茅夫甚至在1892年仍然保持傳統。18世紀末，美國民眾曾焚燒兩位英國首相（第三代比特伯爵約翰·斯圖爾特和諾斯勳爵腓特烈·諾斯）以及叛徒班尼狄·阿諾將軍的假人。1880年代，新英格蘭的一些沿海城鎮仍在點燃篝火，不過不再是為了紀念火藥陰謀的失敗。而在紐約市周邊地區，當地民眾會在選舉日前夕（即11月初）焚燒成堆的木桶。不過，由於萬聖節在19世紀日益流行，篝火之夜慶祝活動逐漸減少，最終11月5日的慶祝活動在美國基本消失。

## 備註與腳注
備註
1. ↑  在英國，佳·霍士的假人先後被民眾以教皇、鄂圖曼帝國蘇丹、俄羅斯沙皇、愛爾蘭自治運動領導者查爾斯·史都華·巴奈爾等當代仇恨人物取代。1899年，東薩塞克斯郡提克赫斯特（英语：Ticehurst）有民眾焚燒川斯瓦共和國領導人保罗·克留格尔的假人。而在20世紀，激進女權主義者、德意志皇帝威廉二世、納粹德國元首阿道夫·希特勒、英國首相戴卓爾夫人、约翰·梅杰也成為目標。[12][13][14]2014年俄羅斯入侵烏克蘭後，民眾焚燒了俄罗斯总统弗拉基米尔·普京的假人。[15]2022年，劉易斯篝火晚會焚燒了普京、前首相莉兹·特拉斯、現任首相里希·苏纳克的假人。[16]
2. ↑  以儒略曆來計算。而按格里曆來計算，其生日則為11月14日。

腳注
1. ↑  Fraser 2005，第207頁.
2. ↑  Fraser 2005，第351-352頁.
3. ↑  Williamson, Philip; Mears, Natalie. . The Historical Journal. 2021, 64 (2): 185–210. doi:10.1017/S0018246X20000497 （英语）.
4. ↑  Sharpe 2005，第78-79頁.
5. ↑  Bond 2005，第93頁.
6. ↑  Sharpe 2005，第87頁.
7. ↑  Fraser 2005，第352頁.
8. ↑  Sharpe 2005，第88頁.
9. ↑  Sharpe 2005，第88-89頁.
10. 1 2  Cressy 1992，第73頁.
11. ↑  Hutton 2001，第394-395頁.
12. ↑  Cressy 1992，第83-84頁.
13. ↑  Fraser 2005，第356-357頁.
14. ↑  Nicholls, Mark. .  線上版. 牛津大學出版社. 2005. doi:10.1093/ref:odnb/92749 （英语）. 需要订阅或英国公共图书馆会员资格
15. ↑  Withnall, Adam. . The Independent. 2014-11-06  [2023-08-12]. （原始内容存档于2023-03-07） （英语）.
16. ↑  Morton, Sam. . Sussex Express. 2022-11-06  [2023-08-12]. （原始内容存档于2022-11-15） （英语）.
17. ↑  Sharpe 2005，第89頁.
18. ↑  Sharpe 2005，第90頁.
19. 1 2 3  Hutton 2001，第395頁.
20. ↑  Cressy 1992，第74頁.
21. ↑  Sharpe 2005，第92頁.
22. ↑  Cressy 1992，第75頁.
23. ↑  Cressy 1992，第70-71頁.
24. ↑  Cressy 1992，第74-75頁.
25. ↑  Sharpe 2005，第96-97頁.
26. ↑  Sharpe 2005，第98-100頁.
27. ↑  Hutton 2001，第397頁.
28. ↑  Pratt 2006，第57頁.
29. ↑  Schwoerer, Lois G. . Albion. 1990, 22 (1): 1–20. doi:10.2307/4050254 （英语）.
30. ↑  Rogers 2003，第38-39頁.
31. ↑  Cressy 1992，第77頁.
32. 1 2  Cressy 1992，第79-80頁.
33. ↑   D (5557). The Times. 1802-11-04: 3 （英语）.
34. ↑  Cressy 1992，第76頁.
35. ↑  Cressy 1992，第76-79頁.
36. ↑  Sharpe 2005，第157-159頁.
37. ↑  Sharpe 2005，第114-115頁.
38. ↑  Sharpe 2005，第110-111頁.
39. 1 2 3  Hutton 2001，第401頁.
40. ↑  Sharpe 2005，第150頁.
41. ↑  Sharpe 2005，第159頁.
42. ↑  Cressy 1992，第82-83頁.
43. ↑  Fraser 2005，第354-356頁.
44. ↑  Anon 1859，第4頁.
45. ↑  Cressy 1992，第84-85頁.
46. ↑  Bohstedt 2010，第252頁.
47. ↑  Sharpe 2005，第159-160頁.
48. ↑  Hutton 2001，第405-406頁.
49. 1 2  Hutton 2001，第403頁.
50. ↑  Hutton 2001，第514頁，45號注釋.
51. ↑  Cressy 1992，第85-86頁.
52. ↑  . LIFE. Vol. 19 no. 24 (Time Inc.). 1945-12-10: 43. ISSN 0024-3019 （英语）.
53. 1 2  Sharpe 2005，第157頁.
54. ↑  Beck, Ervin. . Folklore. 1984, 95 (2): 191–203. doi:10.1080/0015587X.1984.9716314 （英语）.
55. ↑  Opie & Opie 1961，第280-281頁.
56. ↑  Hutton 2001，第406-407頁.
57. ↑  Sharpe 2005，第147-152頁.
58. ↑  Champion 2005，Chapter 5.
59. ↑  Kettle, Martin. . The Guardian. 2003-11-05  [2023-08-12]. （原始内容存档于2023-03-07） （英语）.
60. ↑  Cressy 1992，第86-87頁.
61. ↑  De Castella, Tom. . BBC. 2012-11-06  [2023-08-12]. （原始内容存档于2022-11-06） （英语）.
62. ↑  Underdown 1987，第70頁.
63. ↑  Cressy 1992，第69-71頁.
64. ↑  Hutton 2001，第394頁.
65. ↑  Santino, Jack. . Western Folklore. 1996, 55 (3): 213–232. doi:10.2307/1500482 （英语）.
66. ↑  Cannadine, David. . BBC News. 2005-11-04  [2023-08-12]. （原始内容存档于2022-10-30） （英语）.
67. ↑  Santino 1998，第54頁.
68. ↑  . The Independent. 2010-11-05  [2023-08-12]. （原始内容存档于2023-03-07） （英语）.
69. ↑  Sharpe 2005，第192頁.
70. ↑  Phillip 1789，Chapter VII.
71. ↑  , The Sydney Gazette and New South Wales Advertiser: 1, 1805-11-10 （英语）
72. ↑  . The Capricornian. 1929-12-12: 5 （英语）.
73. ↑  , The Perth Gazette and Western Australian Journal: 66 language = en, 1833-04-27 –Trove
74. ↑  Wright, Tony. . The Sydney Morning Herald. 2020-10-31  [2023-08-12]. （原始内容存档于2023-03-07） （英语）.
75. ↑  Davis 2010，第250-251頁.
76. ↑  Gool, Kauthar. . IOL News. 2019-11-05  [2023-08-12]. （原始内容存档于2019-11-05） （英语）.
77. ↑  Atter, Heidi. . CBC News. 2021-11-05  [2023-08-12]. （原始内容存档于2023-03-07） （英语）.
78. ↑  Davis 2010，第250頁.
79. ↑  Sharpe 2005，第142頁.
80. ↑  Tager 2001，第45-50頁.
81. ↑  Young 1999，第24, 93-94頁.
82. ↑  Kaufman 2009，第99頁.
83. ↑  Fuchs 1990，第36頁.
84. ↑  Sharpe 2005，第145頁.
85. ↑  Fitzpatrick 1931，第65頁.
86. ↑  Albee, John. . The Journal of American Folklore. 1892, 5 (19): 335–336. doi:10.2307/533252 （英语）.
87. ↑  Fraser 2005，第353頁.
88. ↑  Eggleston, Edward. . The Century: A Popular Quarterly. 1885, 30 (3): 400 （英语）.
89. ↑  Stewart, Dan. . Time. 2015-11-05  [2023-08-12]. （原始内容存档于2023-03-27） （英语）.

## 文獻
- Anon,  XXXVII, E. B. Ince, 1859 （英语）
- Berlant, Lauren Gail, , University of Chicago Press, 1991, ISBN 978-0-226-04377-7 （英语）
- Bohstedt, John, , Ashgate Publishing, 2010, ISBN 978-0-7546-6581-6 （英语）
- Bond, Edward L., , Lexington Books, 2005, ISBN 0-7391-0721-6 （英语）
- Champion, Justin, , , Penguin UK, 2005, ISBN 978-0-14-190933-2 （英语）
- Cressy, David, , Porter, Roy  (编), , Polity Press, 1992, ISBN 978-0-7456-0844-0 （英语）
- Davis, John Paul, , Peter Owen Publishers, 2010, ISBN 978-0-7206-1349-0 （英语）
- Fitzpatrick, John C. (编),  4, U.S. Government Printing Office, 1931 （英语）
- Fraser, Antonia, , Phoenix, 2005 [1996], ISBN 978-0-7538-1401-7 （英语）
- Fuchs, Lawrence H., , Wesleyan University Press, 1990, ISBN 978-0-8195-6250-0 （英语）
- Hutton, Ronald, , Oxford University Press, 2001, ISBN 978-0-19-285448-3 （英语）
- Kaufman, Jason Andrew, , Harvard University Press, 2009, ISBN 978-0-674-03136-4 （英语）
- Opie, Iona; Opie, Peter, , Clarendon Press, 1961, OCLC 15251823 （英语）
- Phillip, Arthur, , John Stockdale, 1789, OCLC 23645769 （英语）
- Pratt, Lynda, , Ashgate Publishing, 2006, ISBN 978-0-7546-3046-3 （英语）
- Rogers, Nicholas, , Oxford University Press, 2003, ISBN 978-0-19-516896-9 （英语）
- Santino, Jack, , University Press of Kentucky, 1998, ISBN 0-8131-2081-0
- Sharpe, J. A., , Harvard University Press, 2005, ISBN 978-0-674-01935-5 （英语）
- Tager, Jack, , University Press of New England, 2001, ISBN 978-1-55553-461-5 （英语）
- Underdown, David, , Oxford University Press, 1987, ISBN 0-19-285193-4 （英语）
- Young, Alfred F., , Boston, 1999, ISBN 978-0-8070-7142-7 （英语）

## 延伸閱讀
- Crowley, Daniel J., , Man (Royal Anthropological Institute of Great Britain and Ireland), 1958, 58: 114–115, doi:10.2307/2796328 （英语）
- Etherington, Jim, , SB Publications, 1993, ISBN 978-1-85770-050-3 （英语）
- Gardiner, Samuel Rawson, , BiblioBazaar, LLC, 2009, ISBN 978-1-115-26650-5 （英语）
- Newall, Venetia, , Folklore (Taylor & Francis), Spring 1975, 86 (1): 25–41, doi:10.1080/0015587X.1975.9715997 （英语）
- Paz, D. G., , Historical Research, 1990, 63 (152): 316–328, doi:10.1111/j.1468-2281.1990.tb00892.x （英语）